# Грабовець-над-Лаборцем
Грабовець-над-Лаборцем (словац. Hrabovec nad Laborcom) — село в Словаччині, Гуменському окрузі Пряшівського краю. Розташоване в північно—східній частині Словаччини в Низьких Бескидах в долині верхньої течії річки Лаборець.

## Історія
Давнє лемківське село. Уперше згадується у 1463 році.
У селі є римо-католицький костел (1946).

## Населення
| Рік:            | 1993 | 2003    | 2013    | 2023    |
| --------------- | ---- | ------- | ------- | ------- |
| Кількість осіб: | 584  | 600     | 544     | 500     |
| Різниця:        |      | +2,73 % | -9,33 % | -8,08 % |

| Рік:            | 2022 | 2023 |
| --------------- | ---- | ---- |
| Кількість осіб: | 500  | 500  |
| Різниця:        |      | +0 % |

У селі проживає 565 осіб.
Національний склад населення (за даними перепису 2001 року):
- словаки — 98,69 %,
- русини — 0,66 %,
- українці — 0,66 %.

Склад населення за приналежністю до релігії станом на 2001 рік:
- римо-католики — 95,25 %,
- греко-католики — 4,10 %,
- православні — 0,33 %,
- не вважають себе вірянами або не належать до жодної вищезгаданої конфесії — 0,33 %.